# Alejandra Manzo
Alejandra Noemí Manzo (Buenos Aires, Argentina; 10 de enero de 1973) es una actriz de cine y teatro argentina. Es la primera actriz argentina con Síndrome de Down con un rol principal en cine.

## Carrera
Hija de Guido Manzo y Francisca Ranieri de Manzo y nacida con el síndrome de Down, hizo sus estudios primarios y secundarios en la Escuela número 9. Luego comenzó en el Colegio de salida laboral número 36. Después Natalia Serra, de la Fundación Discar, se comunicó con los padres porque necesitaban una chica para incorporarse en McDonald's.
Formada en el teatro integró la Compañía Teatral La Oveja Negra, actuando en varias obras como Dejame tu cv que te llamamos, Las ideas y Indiscriminadamente discriminados.
En el 2009 logró su gran papel protagónico en la película Anita, bajo la dirección de Marcos Carnevale, donde compartió pantalla con grandes artistas como Norma Aleandro, Peto Menahem, Leonor Manso y Luis Luque. La película cuenta la historia de Anita, una joven con síndrome de Down que, el día del atentado a la AMIA, el 18 de julio de 1994, aturdida por la gran explosión, se pierde en la gran ciudad. Anita es una mujer-niña. Tiene casi 35 años y vive con su madre Dora en pleno barrio del Once. Dora es su conexión con el mundo. Anita vive ligada a Dora, y Dora a su hija. Cuando el 18 de julio se produce el atentado a la mutual AMIA, su vida cambia para siempre. Anita no entiende qué ha pasado, sólo recuerda que su madre salió a hacer un trámite y, de pronto, la tierra empezó a temblar. Asustada por el ruido, decide salir de su casa y se pierde en la gran ciudad para comenzar una larga odisea.
Se convirtió así en la primera actriz argentina en obtener un rol principal en una película en ese país. Formó parte de la Fundación Discar, cuya misión es la de trabajar con personas con discapacidad intelectual, para el desarrollo de sus capacidades, favoreciendo su inclusión social.
Se encuentra en pareja con un joven de nombre Cristian.

## Televisión
- 2008: Hoy puede ser.

## Filmografía
- 2009: Anita.

## Teatro
- Dejame tu cv que te llamamos.
- Las ideas.
- Indiscriminadamente discriminados.